# 惠威音响
惠威音响是一家中國音響廠家，1991年成立於广东珠海，为一家集研發、設計、生產、銷售於一體的集團公司。公司旗下擁有：多媒體、家庭影院、汽車音響、公共廣播、專業音響等多系列產品。
惠威音響產品已13次榮獲美國CES創新大獎，是中國音響行業獲此榮譽最多的企業。
2017年7月21日，广州惠威电声科技股份有限公司在深圳证券交易所中小企业板上市，股票名称：惠威科技，股票代码：002888。